# Brandon Soo Hoo
Brandon Soo Hoo (Pasadena, Califórnia, 2 de novembro de 1995) é um ator norte-americano mais conhecido por interpretar o personagem "Tran" no filme de 2008 de Ben Stiller, Trovão Tropical.

## Filmografia
| Filmes | Filmes                      | Filmes                      | Filmes               |
| Ano    | Título Original             | Título (Brasil)             | Papel                |
| ------ | --------------------------- | --------------------------- | -------------------- |
| 2008   | Count on Sports             | Count on Sports             | Garoto de bicicleta  |
| 2008   | Tropic Thunder              | Trovão Tropical             | Tran                 |
| 2009   | G.I. Joe: The Rise of Cobra | G.I. Joe: A Origem de Cobra | Storm Shadow (jovem) |
| 2023   | The Tiger's Apprentice      |                             |                      |
| Séries |                             |                             |                      |
| Ano    | Título                      | Papel                       | Notas                |
| 2007   | Sesame Street               | Garoto                      | 1 episódio           |
| 2008   | My Name is Earl             | Dennis                      | 1 episódio           |
| 2009   | 'Til Death                  | Ernie                       | 1 episódio           |
| 2010   | Community                   | Abed's Chang                | 1 episódio           |

## Prêmios e Indicações
| Prêmios | Prêmios   | Prêmios             | Prêmios                                    | Prêmios         |
| Ano     | Resultado | Premiação           | Categoria                                  | Título          |
| ------- | --------- | ------------------- | ------------------------------------------ | --------------- |
| 2009    | Venceu    | Young Artist Awards | Melhor Jovem Ator (coadjuvante/secundário) | Trovão Tropical |